# Шлукбільдхени

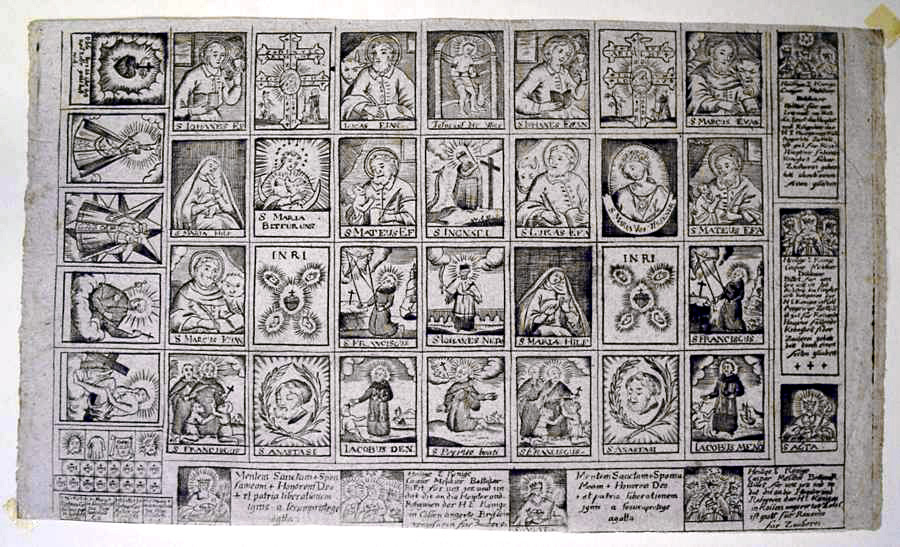
Шлукбільдхен з різноманітними мотивами

Шлукбільдхени (нім. Schluckbildchen, від schlucken — «ковтати» і Bildchen — «малюнок») — невеликі шматочки паперу, на яких зображені обличчя християнських святих або християнські символи. З XVIII ст. до початку XX ст. використовувалися в народній медицині: віряни приписували їм цілющі властивості. Щоб зцілитися від недуг, зображення треба було проковтнути, звідки і пішла їх назва. З цією метиою шлукбільдхени розмочували у воді, запікали в хліб або змізерніли і додавали в їжу. Такі ж шматочки паперу з текстом, але без зображень (тобто з цитатами з Біблії або молитвами замість обличь святих), також призначені для поїдання з лікувальною метою, називалися есцеттелями (нім. Eßzettel) . Їх давали не лише людям, але і худобі.
Шлукбільдхени і есцеттели були поширені в Північній Німеччині, Данії, ряду регіонів Швейцарії. Вони мали досить широке ходіння в народі: ними торгували в місцях масових християнських паломництв. Спочатку вони писалися або малювалися від руки; потім отримав поширення друкарський варіант. Як правило, шлукбільдхени друкувалися на великих аркушах, які потім розрізали на окремі фрагменти. Зазвичай ці фрагменти мали квадратну форму і довжину сторони від 5 до 20 мм.
На шлукбільдхенах XIX століття найчастіше були репродукції гравюр на міді і дереві, а на початку XX століття вони здебільшого робилися з допомогою фототипії. Шлукбільдхени використовувалися не лише як ліки від недуг: ними також прикрашали пряники і носили їх як амулет.

## Ресурси Інтернету
- Das grosse Kunstlexikon von P.W. Hartmann (нім.). Архів оригіналу за 4 березня 2016. Процитовано 2 грудня 2014.
- Dominik Wunderlin. Volksfrömmigkeit in der Vergangenheit Exemplarisch dargestellt an Objekten der Sammlung Dr. Edmund Müller (нім.). Архів оригіналу за 29 квітня 2016. Процитовано 2 грудня 2014.
- Schluckbildchen - Mittel zum Heil (нім.). Архів оригіналу за 14 квітня 2016. Процитовано 2 грудня 2014.